# Jens Fiedler
Jens Fiedler, född den 15 februari 1970 i Dohna, Tyskland, är en tysk tävlingscyklist som tagit fem olympiska medaljer varav tre guld: OS-guld i sprint 1992 i Barcelona, på nytt 1996 i Atlanta, brons i sprint och i keirin 2000 i Sydney samt guld i lagsprint 2004 i Aten. Han avslutade sin karriär i början av 2005.